# Лабуцево
Лабуцево (на сръбски: Лабучево, на сърбохърватски: Labučevo, на албански: Llapçevë) е село в Малишево, Призренски окръг в Косово. След 1999 г. селото е известно и като Лаби. Селището Атар е разположено на територията на кадастралната община Лабучево с площ 772 ха. Според законите на косовските преходни власти селото е част от община Малишево. Според сръбското разделение е част от община Ораховац, Косово и Метохия. Селото се споменава за първи път под името Лабићево село (в различните източници: Лабикѥвоу, Лабакѥво, Лабикісво, Лабикѥво, Лабаикево) в началото на 14 век в хартата на сръбския крал Стефан Милутин до Хилендарския манастир на Света гора. Близо до селото, в пролома над водопадите на река Мируша, има две пещери на отшелници, с останките от църквите, които са били в тях.

## География
През село Лабуцево минава пътя, който свързва водопада Мируша с много посетители от цялото Косово.
Най-голямата планина е и „връх Байрак“, който е на границата със село Козник в община Раховец и все още не знае много подробности за местоположението на тази планина.

## Демографски данни
Селището има албанско етническо мнозинство. През 2011 г. в селото живеят 1013 души. Според косовски данни през 2020 г. в селото живеят над 1500 души на 4000 ха площ.
Брой жители на преброяванията:
- Преброяване от 1948 г.: 301
- Преброяване от 1953 г.: 353
- Преброяване от 1961 г.: 416
- Преброяване от 1971 г.: 498
- Преброяване от 1981 г.: 649
- Преброяване от 1991 г.: 850
- Преброяване от 2011 г.: 1013

## Култура
Селищното училище се нарича „Петро Нини Луараси“, което е кръстено на патриота, първият учител по албански език. Директор на това училище е Азиз Авдиу и 9 учители, както и 5 учители в началното училище, които имат дипломи.
На 28 ноември 2016 г. беше открит паметникът „16 мъченици“, загинали по време на последната война от сръбските паравоенни формирования с техния геноцид и омраза към албанците.